# Polystichum balansae
Polystichum balansae är en träjonväxtart som beskrevs av Christ. Polystichum balansae ingår i släktet Polystichum och familjen Dryopteridaceae. Inga underarter finns listade.